# Stoliczka
Stoliczka är ett släkte av spindlar. Stoliczka ingår i familjen vårdnätsspindlar.
Kladogram enligt Catalogue of Life:
| Stoliczka | \| \| Stoliczka affinis \| \| \| \| \| \| Stoliczka insignis \| \| \| \| |
|           | \| \| Stoliczka affinis \| \| \| \| \| \| Stoliczka insignis \| \| \| \| |
|           | Stoliczka affinis                                                        |
|           |                                                                          |
|           | Stoliczka insignis                                                       |
|           |                                                                          |